# Hossam El Din Azouz
Hossam El Din Azouz (ur. 1 stycznia 1985 w Kairze) – egipski wioślarz.

## Osiągnięcia
- Mistrzostwa Świata – Gifu 2005 – dwójka bez sternika wagi lekkiej – 5. miejsce[1].
- Mistrzostwa Świata – Eton 2006 – czwórka bez sternika wagi lekkiej – 17. miejsce[1].
- Mistrzostwa Świata – Monachium 2007 – czwórka bez sternika wagi lekkiej – 9. miejsce[1].